# 1988年航空
此條目列出1988年發生有關航空運輸的事件。

## 事件

### 3月
- 3月11日：岡山縣岡山市岡山機場啟用。
- 3月19日：昆士蘭州布里斯班布里斯班機場啟用。

### 4月
- 4月13日：喀拉拉邦科澤科德科澤科德國際機場啟用。
- 4月29日：波音747-400進行首飛。

### 5月
- 5月16日：黑龍江省齊齊哈爾市齊齊哈爾三家子機場啟用。

### 7月
- 7月10日：鹿兒島縣奄美市奄美機場啟用，舊奄美大島機場隨即關閉。
- 7月20日：北海道千歲市新千歲機場啟用，舊千歲機場則一直維持至1992年6月30日才關閉。